# Onychocerus giesberti
Onychocerus giesberti là một loài bọ cánh cứng trong họ Cerambycidae.